# Ana Rogelia Monsalve Álvarez
Ana Rogelia Monsalve Álvarez (Valledupar, 9 de febrero de 1985) 
es una lideresa social, electa como una de las representantes de las comunidades afrocolombianas en la Cámara de Representantes para el periodo 2022-2026. Se postuló con el aval del Consejo Comunitario de Comunidades Negras Palenque Vereda Las Trescientas y Galapa, ahora llamado Partido Demócrata Colombiano, realizando gestiones y proyectos en pro de las poblaciones Negras, Afrodescendientes, Raizales y Palenqueras (NARP).

## Biografía
Especialista en Salud Ocupacional de la Universidad Libre, Auditora de los Sistemas de Gestión ISO del Consejo Colombiano de Seguridad, con estudios de pregrado en Fisioterapia de la Universidad Simón Bolívar.[cita requerida]
Se desempeñó como Primera Gestora del Municipio de Malambo, en donde abanderó iniciativas sociales, en especial en medio del aislamiento preventivo. Promovió la educación como medio de desarrollo social.[cita requerida]
Desde el año 2021 es directora regional de la organización de comunidades NARP MISCA, encargada del desarrollo de capacidades y mejora en la calidad de vida de la población Negra, Afrocolombiana, Raizal, Palenquera (NARP). Impulsora de programas y políticas que fortalezcan y preserven las tradiciones ancestrales, promoviendo una sociedad basada en la justicia social, en la identidad, la paz y equidad.[cita requerida]